# Kepulauan Natuna Selatan
Kepulauan Natuna Selatan är öar i Indonesien.   De ligger i provinsen Kepulauan Riau, i den nordvästra delen av landet, 1 000 km norr om huvudstaden Jakarta.